# Kunstuhr von Josef Greß
Die Kunstuhr von Josef Greß auf der Gemarkung von Stephanskirchen (Bayern) ist die weltgrößte Kunstuhr und gleichzeitig die einzige Kunstuhr, bei der alle Elemente auch einzeln von Hand ausgelöst werden können. 50 handgeschnitzte Figuren sind Bestandteil der Uhr, die mehrere Figurengruppen bilden. Von den insgesamt 14 Zifferblättern zeigen vier die Zeit in den größten Städten Deutschlands, Österreichs und Frankreichs an, zwei das Datum sowie den Monat und die anderen vier jeweils die Jahreszahl und die Schaltjahre. Obwohl die Zeit voranschreitet, symbolisiert der rückwärts laufende Sekundenzeiger auf dem immerwährenden Kalender, dass das Menschenleben von der Geburt an immer kürzer wird.

## Geschichte
Die weltgrößte Kunstuhr steht in einem Anbau eines Wirtshauses in Baierbach bei Stephanskirchen am Simssee im Landkreis Rosenheim.
Sie wurde von 1879 bis 1881 vom Bauernsohn Josef Greß aus Trosendorf, Waldmünchen in der Oberpfalz, erbaut. Um diesen Konstrukteur der Weltuhr, Josef Greß (Schlosser und Uhrmacherautodidakt), ranken sich zahlreiche Anekdoten.
Josef Greß benötigte für den Bau der Uhr nahezu drei Jahre. Die Uhr entstand während dieser Zeit in fast völliger Abgeschiedenheit von der Außenwelt. Der Legende nach soll er sich zeitweise sogar eingemauert haben. Nur der Bruder von Josef Greß, Baptist Greß, versorgte ihn mit Material und Lebensmitteln. Der Erbauer konnte sich nur kurz an seinem Kunstwerk erfreuen. Angeblich wurde er, als das Werk vollendet war, in eine Nervenheilanstalt gebracht. Fest steht nur, dass er und später sein Bruder Baptist mit der Kunstuhr einige Jahre von Jahrmarkt zu Jahrmarkt gezogen sind. Josef Greß selbst wurde nicht einmal 27 Jahre alt. Nach dessen Tod zog sein Bruder Baptist Greß mit der Uhr weiter von Jahrmarkt zu Jahrmarkt, begleitet vom Mann mit dem längsten Bart der Welt.
Ludwig Hartinger, ehemaliger Bergmann aus Hohenpeißenberg, entdeckte die zerlegte Kunstuhr beim Altmetallsammeln in einem Abstellraum in Friedberg bei Augsburg. Er stellte sie eine Zeitlang vorwiegend im Schwäbischen aus. So kam die Weltuhr über Augsburg, München und Hohenpeißenberg nach Wiechs (Bad Feilnbach).

## Kurzbeschreibung
Die Uhr ist fünf Meter breit, drei Meter hoch und wiegt 1.250 kg (25 Zentner). Sie enthält 14 Zifferblätter, 50 Figuren und ist aus 470 Rädern und Getrieben zusammengebaut. Die 14 Zifferblätter teilen sich wie folgt auf: Vier Zifferblätter zeigen die Zeit der größten Städte Deutschlands, Österreichs und Frankreichs an, zwei zeigen Datum und Monat, vier zeigen die Jahreszeit an und vier die Zahl der Schaltjahre. Damit die Uhr wegen des 29. Februar nicht aus dem Rhythmus kommt, ist sie bis zum Jahr 10.000 „vorprogrammiert“.
Sie zeigt somit Uhrzeit, Tag, Monat, Jahreszahl, Schaltjahre, Sternzeichen, Sonnenstand, Mondphase und Jahreszeit an. Weiter sind das Leiden Christi in 14 Stationen, Christus und die 12 Apostel und sieben heidnische Gottheiten dargestellt.

## Die einzelnen Figurengruppen
Eine Figurengruppe zeigt die vier Menschenalter an, vom Kind bis zum Greis. Gleich nebenan findet sich der Tod, der nach dem Erscheinen des Greises die volle Stunde anschlägt. Morgens und abends läutet ein Glöckner seine Glocke. Dabei sinkt ein ebenfalls greisenhafter Mensch auf die Knie nieder zum Gebet. Weitere Figuren sind der Minuten- und der Viertelschläger, die sieben heidnischen Gottheiten, von denen jeden Tag eine andere erscheint. Weitere Gruppen sind die der vier Jahreszeiten mit den entsprechenden Figuren und die Gruppe der zwölf Sternzeichen, von denen jedes einen Monat sichtbar bleibt, außerdem die Weltkugel, die sich alle 24 Stunden um ihre Achse dreht, sowie Sonne und Mond, die ebenso wie die Sterne nach genauer astronomischer Vorausberechnung auf- und untergehen.
Die Leiden Christi werden mit insgesamt 14 Stationen dargestellt und erscheinen an den sieben Wochentagen. Alle zwölf Stunden schreiten die Apostel an Christus vorbei, wobei sich jeder vor ihm mit Ausnahme des Judas verneigt.
Ein überdimensionaler Hahn wurde so konstruiert, dass er mit den Flügeln flattern, Hals und Kopf heben und den Schnabel öffnen kann. Wenn die Apostel an Christus vorbeiziehen, kräht er dreimal („Ehe der Hahn kräht, wirst du mich dreimal verleugnet haben...“).